# Rotwand
Il Rotwand (1.884 m s.l.m.) è una montagna delle Alpi del Mangfall nelle Alpi Bavaresi. Si trova nella Alta Baviera in Germania.
Il toponimo significa muro rosso ed è legato alla tipica forma e colorazione della montagna. Esiste una montagna omonima nel gruppo del Catinaccio, che però oltre a Rotwand viene chiamata anche Roda di Vaèl.